# Esquirol de clatell blanc
L'esquirol de clatell blanc (Simosciurus nebouxii) és una espècie de rosegador de la família dels esciúrids. Viu a altituds d'entre 0 i 2.300 msnm a l'extrem sud-occidental de l'Equador i el nord-oest del Perú. Es tracta d'un esquirol de mida mitjana, amb una llargada de cap a gropa de 230-281 mm i la cua de 264-330 mm. Té el pelatge gris clar amb zones de color groc pàl·lid. La cua va del gris clar al negre, excepte la base, que és groga.